# Glasögonbandvinge
Glasögonbandvinge (Actinodura ramsayi) är en fågel i familjen fnittertrastar inom ordningen tättingar.

## Utseende
Glasögonbandvingen är en 23,5–24,5 cm lång tätting, för bandvingar med relativt lång stjärt och ostreckad fjäderdräkt. Runt ögat syns en tydlig vit ögonring som gett arten dess namn. Likt sina släktingar är både vingar och stjärt tätt bandade. Undersidan är ostreckat beige. På huvudet syns grått på örontäckare och nacke. Hjässa och mantel är gråaktiga hos nominatformen, rostfärgade hos underarten yunnanensis (se systematik nedan). 
Underarten radcliffei, av vissa urskild som egen art, känns igen på mer kanelfärgad än beige undersida, mer utbrett kastanjebrunt på hjässan, rostbandade istället för gråsvartbandade större täckare med mycket mer rostrött på vingpennornas ytterfan, mer ockrafärgad ovansida och mer roströd men mindre kraftigt bandad stjärt.

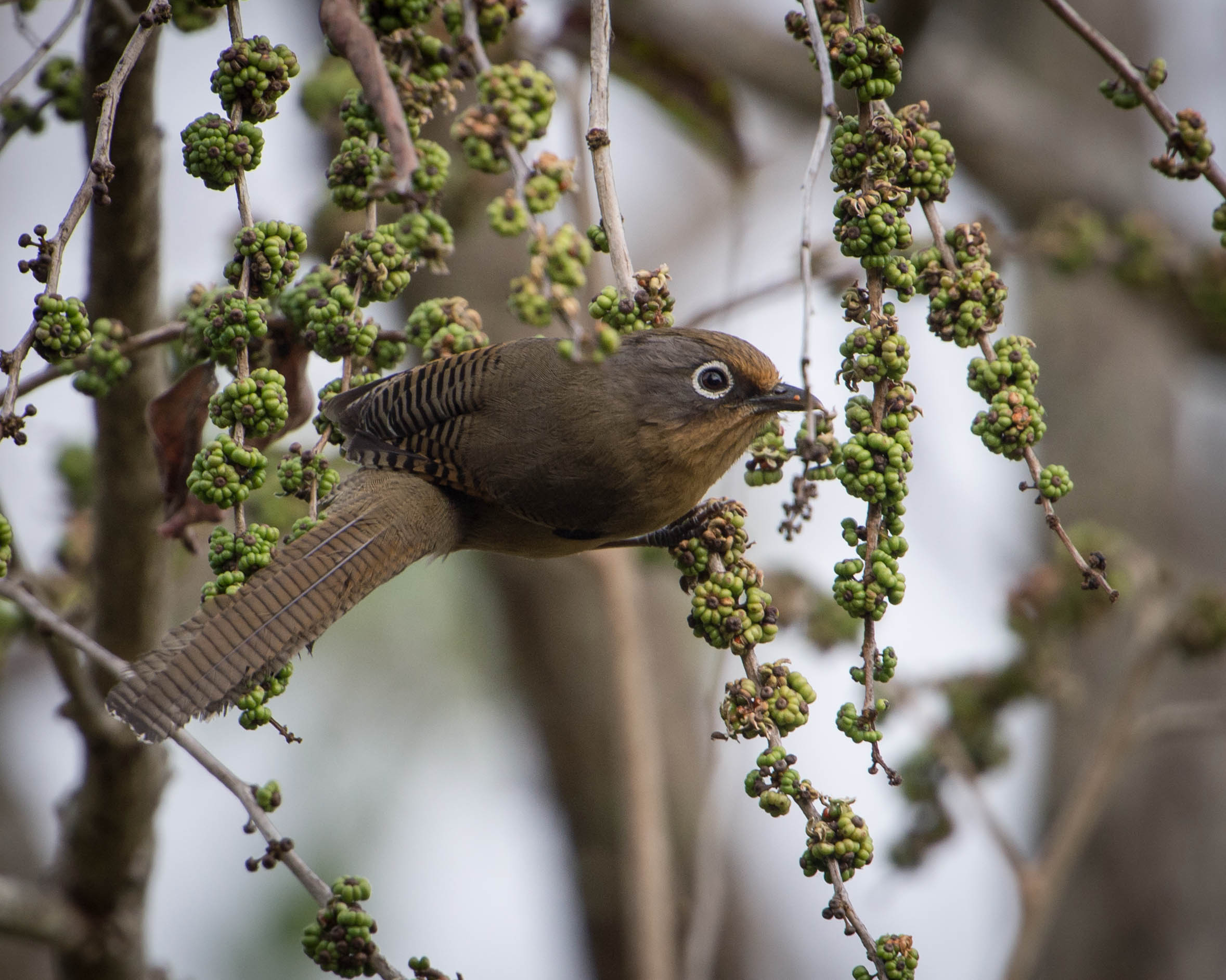

## Utbredning och systematik
Glasögonbandvinge delas in i tre underarter:
- Actinodura ramsayi radcliffei – förekommer från nordöstra Myanmar (Ruby Mines-distriktet) till sydvästra Yunnan och norra Laos
- ramsayi-gruppen
  - Actinodura ramsayi yunnanensis – förekommer i bergstrakter i södra Kina (sydöstra Yunnan och södra Guangxi) till Nordvietnam
  - Actinodura ramsayi ramsayi – förekommer i bergstrakter i sydöstra Myanmar och angränsande nordvästra Thailand

Sedan 2016 urskiljer Birdlife International och naturvårdsunionen IUCN radcliffei som den egna arten Actinodura radcliffei. 
Arten är närmast släkt med brunpannad bandvinge (Actinodura egertoni).

## Levnadssätt
Glasögonbandvingen hittas i fuktiga bergsområden på mellan 1000 och 2500 meters höjd, lokalt lägre. Den trivs i ungskog, buskmarker, gräsiga partier och bambustånd. Vanligen ses den i par eller smågrupper, ofta tillsammans med andra fågelarter, troligen på jakt efter ryggradslösa djur och vissa vegetabilier. Arten häckar från mars till april. Ett funnet bo har beskrivits som skålformat av rötter, placerat i halvtorkade klängväxter över ett stenparti. Däri hittades två ägg.

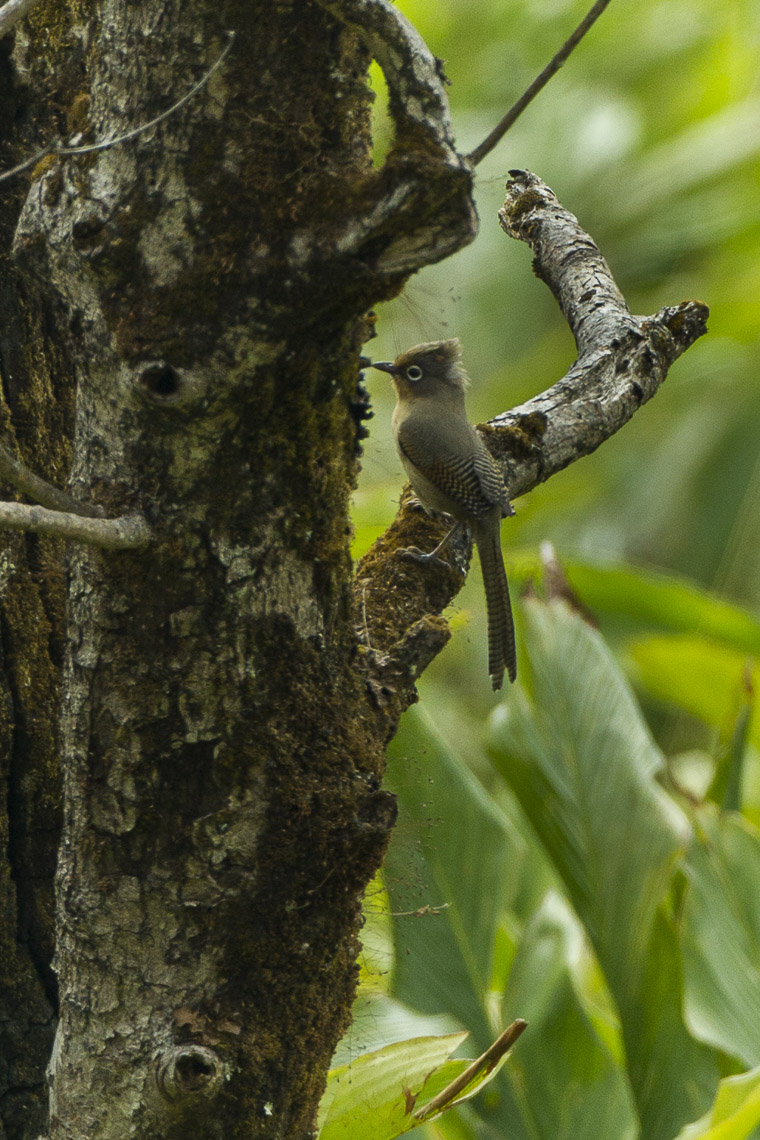

## Status
IUCN kategoriserar ramsayi-gruppen och radcliffei för sig, båda som livskraftiga. 

## Namn
Fågelns vetenskapliga artnamn hedrar Robert George Wardlaw Ramsay (1852-1921), verksam i British Army i Indien och Burma 1872-1882 tillika president över British Ornithologists's Union 1913-1918.